# هربرت روبنسون (سياسي)
هربرت روبنسون (بالإنجليزية: Herbert Robinson)‏ هو سياسي أسترالي، ولد في 20 مايو 1893 في أستراليا، وتوفي في 3 يونيو 1969 في نفس البلد. حزبياً، نشط في حزب العمال الأسترالي. وقد انتخب عضو المجلس التشريعي ولاية كوينزلاند.